# Tefen Sculpture Garden

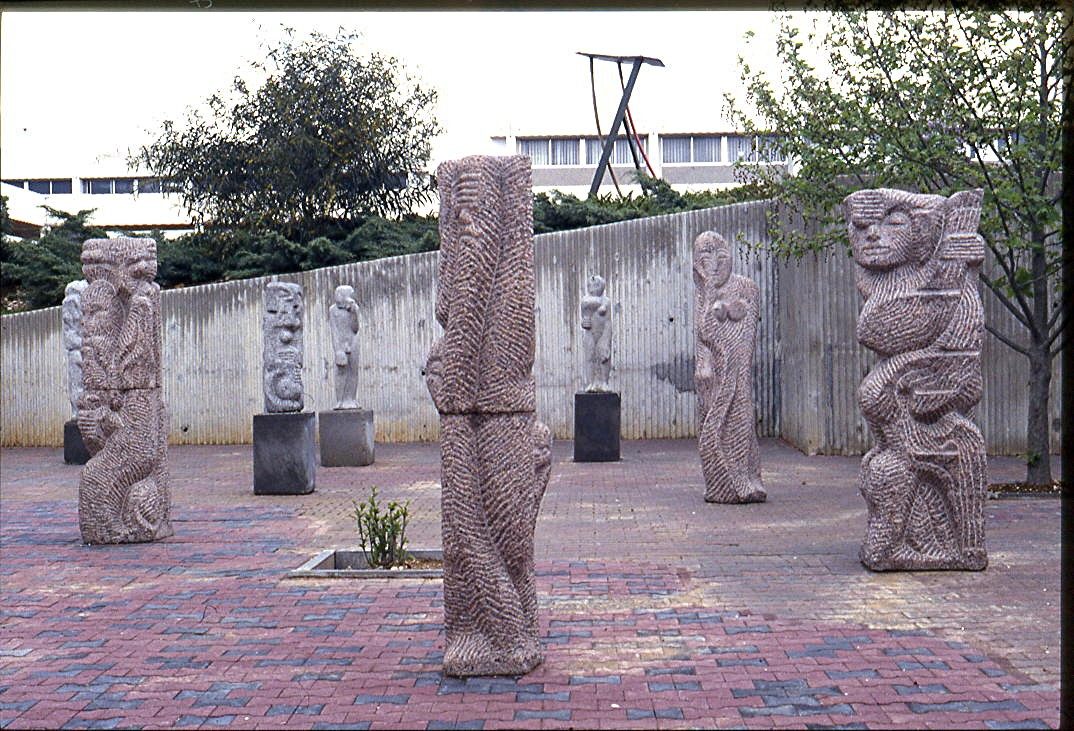
13 beelden van Shlomo Selinger

De Tefen Sculpture Garden is onderdeel van het Tefen Open Museum, gelegen nabij de steden Nahariya en Karmiël in de streek Galilea in het noorden van Israël.
Het Open Museum is het culturele deel van het Tefen Industrial Park, een concept uit 1982 van Stef Wertheimer, en bestaat uit museumfaciliteiten, galerie en een beeldenpark.
Het beeldenpark toont bijna honderd moderne kunstwerken van vele tientallen Israëlische beeldhouwers, waaronder
- Achiam
- Ilan Averbuch
- Ya'acov Dorchin
- Dov Feigin
- Michael Gross
- Menashe Kadishman
- Shlomo Selinger
- Yigal Tumarkin
- Micha Ullman

## Fotogalerij

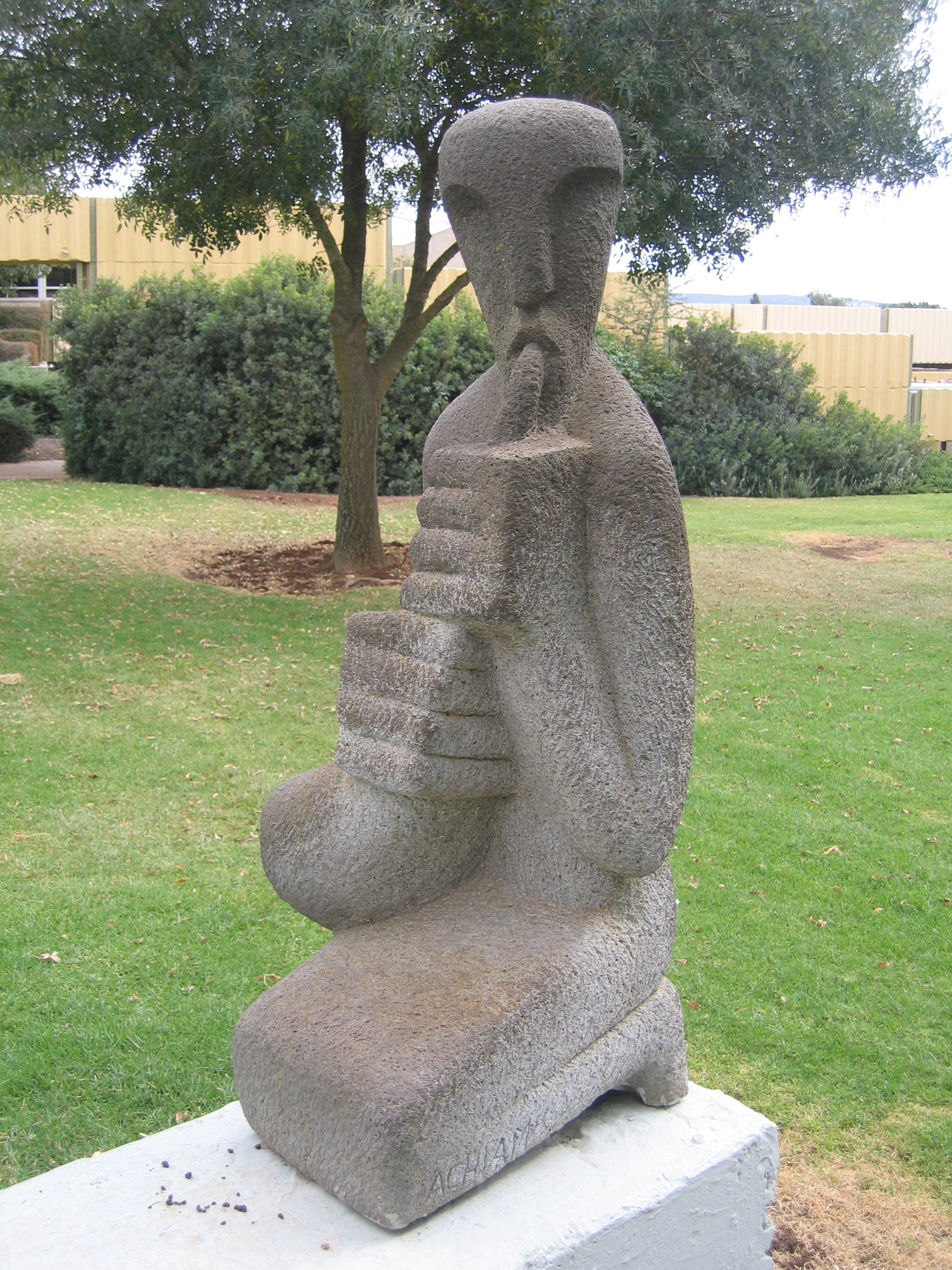
Achiam: Horn Player (1964)
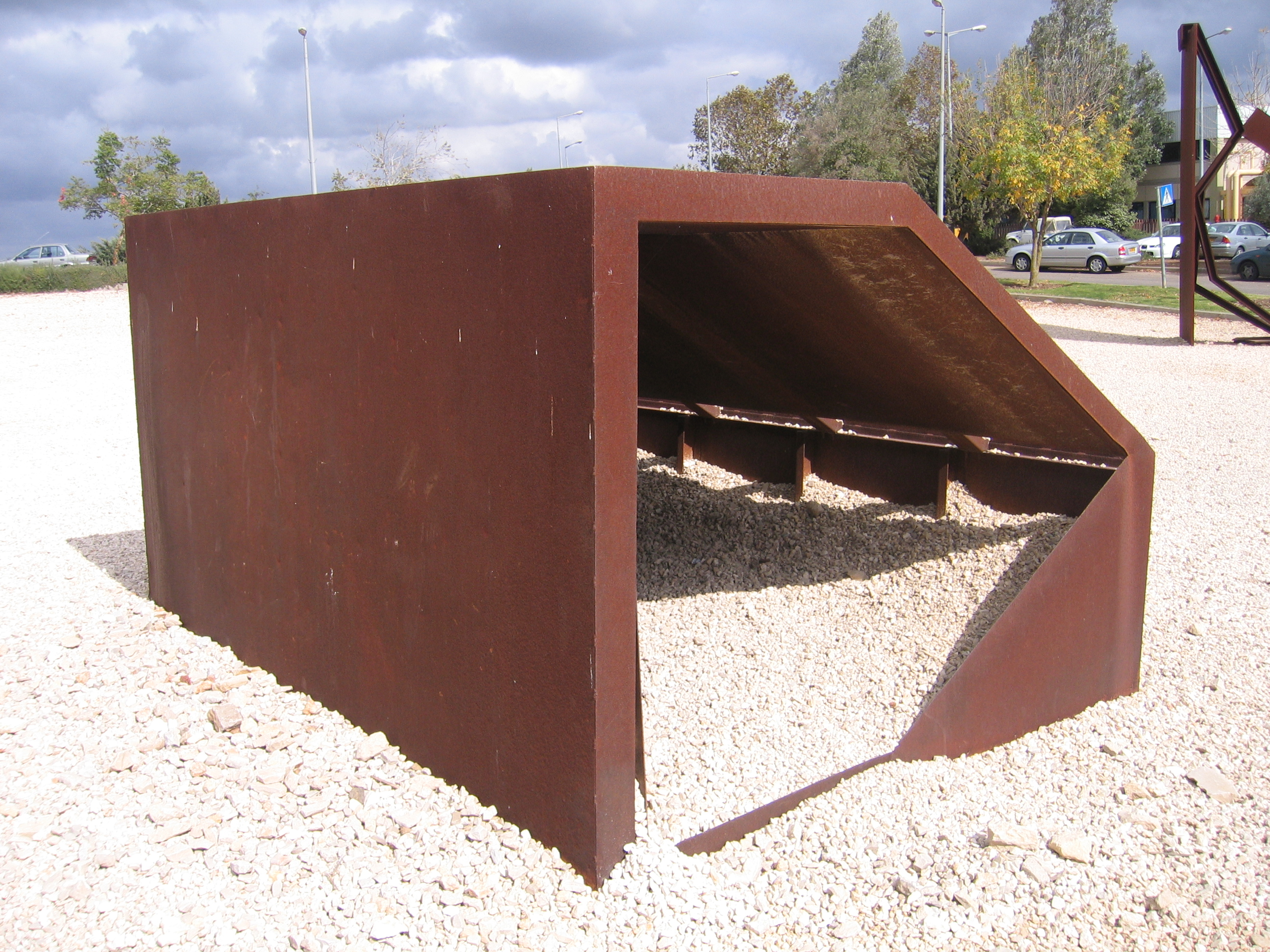
Micha Ullman: Havdalah (1988)
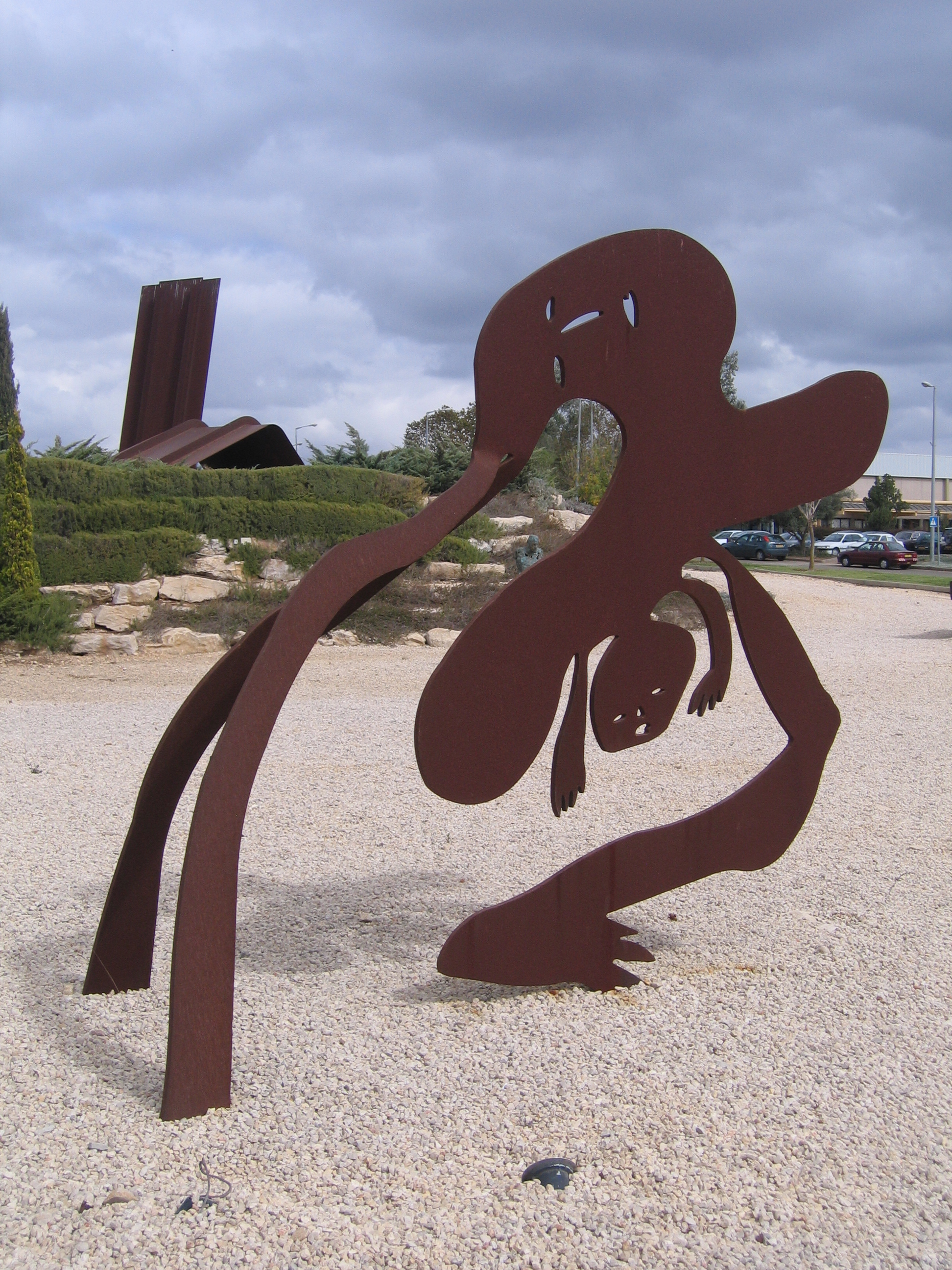
Menashe Kadishman: Birth (1989)
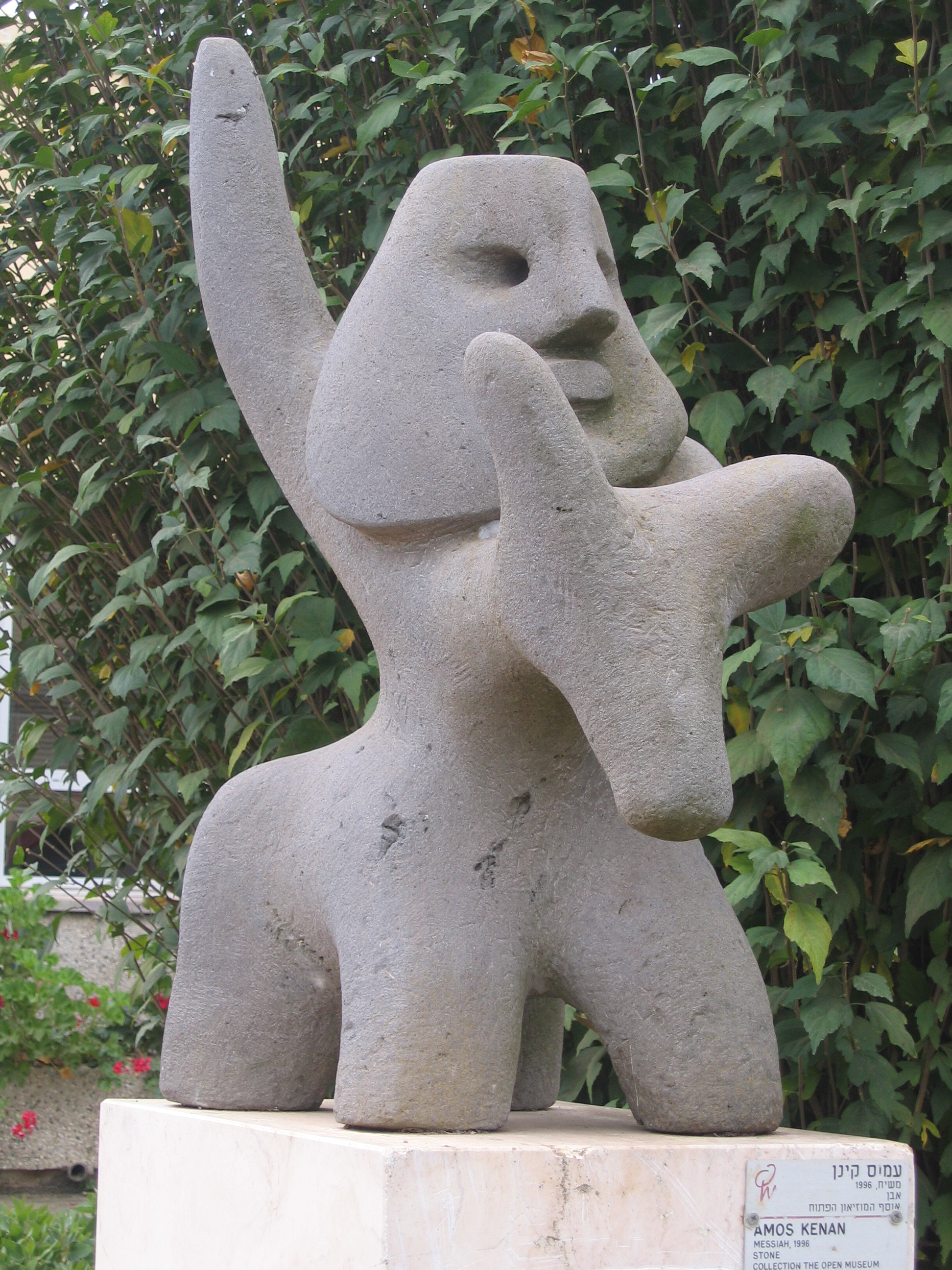
Amos kenan: Messiah (1966)

Twee anderen beeldenparken die volgens dezelfde formule zijn opgezet:
- The Open Museum of Photography Tel-hai met de Tel-hai Sculpture Garden in Tel-Chai, ten noorden van de stad Kirjat Sjmona
- The Open Museum of Omer met de Omer Sculpture Garden in Omer, nabij de stad Beër Sjeva in Zuid-Israël